# Andrzej Lelewski
Andrzej Lelewski (ur. 20 kwietnia 1950 w Cypriance) – generał dywizji Wojska Polskiego.
W 1971 roku był absolwentem Technikum Pedagogiczno–Przemysłowego we Włocławku i w tym samym roku wstąpił do Wyższej Szkoły Oficerskiej Wojsk Pancernych w Poznaniu. Absolwent Akademii Sztabu Generalnego w Rembertowie (1979), Akademii Sztabu Generalnego Sił Zbrojnych Federacji Rosyjskiej, Wyższego Kursu Dowódczego NATO w Hadze. W 1975 awansowany na podporucznika
Karierę wojskową rozpoczął w Słubicach: 1975–1979 d-ca plutonu czołgów, 1978–1979 d-ca kompanii czołgów w 23 Pułku Czołgów Średnich w Słubicach. W 1982 roku szef sztabu 27 pułku czołgów, dowódca 73 Pułku Czołgów Średnich w Gubinie (1987), zastępca dowódcy w 11 Dywizji Zmechanizowanej w Żaganiu(1990). W 1994 roku objął dowodzenie 12 Dywizją Zmechanizowaną w Szczecinie. W maju 1997 roku został zastępcą szefa Sztabu Pomorskiego Okręgu Wojskowego do spraw operacyjnych w Bydgoszczy. W kwietniu 2001 roku został wyznaczony na stanowisko zastępcy dowódcy 1 Korpusu Zmechanizowanego w Bydgoszczy. 15 sierpnia 2002 roku Prezydent RP Aleksander Kwaśniewski mianował go generałem brygady. Zastępca dowódcy korpusu w Międzynarodowym Dowództwie Korpusu Greckiego. Od 2007 roku szef Zarządu Planowania Operacyjnego P3 Sztabu Generalnego WP w Warszawie.
W maju 2008 roku Prezydent RP Lech Kaczyński odrzucił jego kandydaturę do nominacji generalskiej, przedłożoną przez Ministra Obrony Narodowej Bogdana Klicha. W czerwcu 2008 wziął udział w spotkaniu środowiskowym z żołnierzami 12 Brygady Zmechanizowanej w Szczecinie. 22 sierpnia 2011 wziął udział we wręczeniu sztandaru Centrum Szkolenia Wojsk Lądowych w Drawsku.
8 sierpnia 2008 roku Prezydent RP Lech Kaczyński mianował go generałem dywizji.
W styczniu 2010 odszedł w stan spoczynku.

## Ordery i odznaczenia
- Krzyż Oficerski Orderu Odrodzenia Polski - 7 listopada 2005 „za wybitne zasługi dla umacniania suwerenności i obronności kraju”[7]